# کلسی داگرتی
کلسی داگرتی (انگلیسی: Kelsey Daugherty؛ زادهٔ ۳۱ دسامبر ۱۹۹۶) بازیکن فوتبال اهل ایالات متحده آمریکا است.